# Rumbi Katedza
Rumbi Katedza là một nhà sản xuất và đạo diễn phim người Zimbabwe sinh ngày 17 tháng 1 năm 1974.

## Cuộc sống ban đầu và giáo dục
bà đã học Giáo dục Tiểu học và Trung học tại Harare, Zimbabwe. Katedza tốt nghiệp Cử nhân Nghệ thuật bằng tiếng Anh tại Đại học McGill, Canada năm 1995. Năm 2008, Katedza nhận được học bổng Chevening cho phép bà tiếp tục học ngành điện ảnh. Bà cũng có bằng Thạc sĩ về Làm phim từ Đại học Goldsmiths, Đại học London.

## Công việc và điện ảnh
Katedza có kinh nghiệm trong sản xuất phim và truyền hình, đạo diễn, viết cũng như sản xuất và trình bày các chương trình phát thanh. Từ năm 1994 đến năm 2000, bà đã sản xuất và trình bày các chương trình phát thanh về các vấn đề Phụ nữ, Nghệ thuật và Văn hóa, Hip Hop và Acid Jazz cho CKUT (Montreal) và ZBC Radio 3 (Zimbabwe). Từ năm 2004 - 2006, bà là Giám đốc Liên hoan của Liên hoan phim Quốc tế Zimbabwe. Trong khi đó, bà đã sản xuất các Bưu thiếp từ Sê-ri Zimbabwe. Năm 2008, Katedza thành lập Mai Jai Films và đã sản xuất nhiều bộ phim và sản phẩm truyền hình dưới biểu ngữ cụ thể là
- Tariro (2008);[8]
- Nhà lớn, Nhà nhỏ (2009);
- Cây rìu và cây (2011);
- Nhóm (2011) [9]
- Chơi chiến binh (2012) [10]

Những tác phẩm đầu tay của bà bao gồm:
- Danai (2002);[5]
- Bưu thiếp từ Zimbabwe (2006);
- Bị mắc kẹt (2006 - Rumbi Katedza, Marcus Korhonen);
- Tị nạn (2007);[4]
- Bảo vệ không an toàn (2007) [4]

Rumbi Katedza là giảng viên bán thời gian tại Đại học Zimbabwe, thuộc khoa Nghệ thuật Sân khấu. Bà là một thẩm phán và giám sát tại Giải thưởng Nghệ thuật Quốc gia, chịu trách nhiệm theo dõi các tác phẩm điện ảnh và truyền hình mới trong suốt cả năm thay mặt cho Hội đồng Nghệ thuật Quốc gia của Zimbabwe. bà cũng đã vận động chính phủ Zimbabwe tích cực hỗ trợ ngành công nghiệp điện ảnh.